# Mouvement du 30 septembre 1965 en Indonésie
Dans la nuit du 30 septembre au 1er octobre 1965, six généraux du haut état-major de l'armée de terre indonésienne sont enlevés par des groupes de soldats. Ils sont emmenés à la base aérienne de Halim près de la capitale Jakarta, puis abattus.

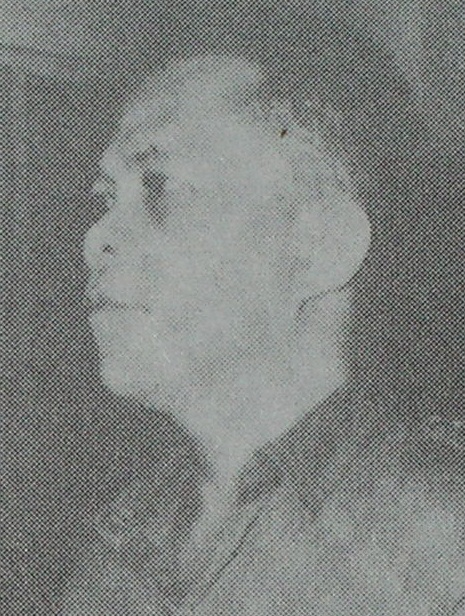
Le lieutenant-colonel Oentoeng

Le 1er octobre à 7 heures du matin, un officier du régiment Tjakrabirawa, l'unité chargée de la garde présidentielle, le lieutenant-colonel Oentoeng, annonce à la radio être à la tête d'un « mouvement du 30 septembre » (en indonésien Gerakan September Tigapuluh) qu'il définit comme « intérieur à l'armée, et dirigé contre le "conseil des généraux" ... qui projetait un coup contre-révolutionnaire... ».
L'après-midi, un deuxième communiqué annonce qu'un « conseil de la Révolution » va assumer l'autorité suprême. Puis la radio diffuse une déclaration de soutien du chef de l'armée de l'air, le général Omar Dhani.
Un général, alors inconnu, Soeharto, organise la répression. En quarante-huit heures, les rebelles sont arrêtés, et Soeharto s'installe bientôt au pouvoir à la place du président Soekarno.  
En réaction à ce que le régime va désigner par l'acronyme très évocateur de "Gestapu", Soeharto décrète la dissolution du Parti communiste indonésien (PKI), accusé d'en être l'auteur. S’ensuit une chasse aux communistes et à leurs familles et sympathisants qui durera des mois et des massacres qui feront entre 500 000 et un million de morts selon les estimations.
La thèse du complot communiste a plus tard été démontée par des universitaires américains se basant entre autres sur des rapports de la CIA. Ils suggèrent au contraire que Soeharto était dans la confidence du coup d'état qu'il a lui-même réprimé. 
Un document classé "secret", datant d'octobre 1965 (soit un mois après le coup), découvert en 2021 sur le glacier des Bossons et rédigé par le gouvernement indien, mentionne la thèse du soutien indirect du gouvernement chinois au coup d’État avorté et celle affirmant que "le président indonésien [Soekarno] avait lui-même eu connaissance du coup d'État et que celui-ci avait peut-être été organisé au moins avec son approbation tacite." Le document était dans le vol 101 de la compagnie Air India, qui s'est accidenté sur le Mont Blanc le 24 janvier 1966. 

## Dans la fiction
Cet événement historique est évoqué :
- dans le roman Amok à Bali de Gérard de Villiers (1970),
- ainsi que dans le livre L'Année de tous les dangers de Christopher Koch (1978).